# Правила Матеја Басараба
Правила Матеја Басараба из 1652. године су законик који садрже бројне одредбе византијског (римског) закона, као и правила Василија Лупуа. 
Они су последица Јашког сабора и укључују нека од уобичајених влашких правила, односно правила из Влашке.